# Samuel R. Spencer
Samuel R. Spencer (* 4. November 1871; † 29. September 1961) war ein US-amerikanischer Politiker. Zwischen 1931 und 1933 war er Vizegouverneur des Bundesstaates Connecticut.

## Werdegang
Über die Jugend und Schulausbildung von Samuel Spencer ist nichts bekannt. Er lebte in Suffield und war Mitglied der Republikanischen Partei. Im Jahr 1900 gründete er die Firma Spencer Brothers Hardware, Lumber and Coal. Später erblindete er. Während seiner Zeit als Vizegouverneur war er bereits blind. In den Jahren 1915 und 1917 war er Abgeordneter im Repräsentantenhaus von Connecticut; 1927 saß er im Staatssenat. In den Jahren 1928 und 1932 nahm er als Delegierter an den jeweiligen Republican National Conventions teil, auf denen Herbert Hoover als Präsidentschaftskandidat nominiert wurde. Von 1929 bis 1931 war er State Treasurer von Connecticut. In dieser Eigenschaft leitete er die Hilfsmaßnahmen für die Tabakproduzenten, nachdem deren Ernte durch Unwetter vernichtet worden war.
1930 wurde Spencer an der Seite von Wilbur Lucius Cross zum Vizegouverneur von Connecticut gewählt. Dieses Amt bekleidete er zwischen 1931 und 1933. Dabei war er Stellvertreter des Gouverneurs und Vorsitzender des Staatssenats. Im Jahr 1933 gehörte er der Delegation seines Staates an, die den 21. Verfassungszusatz für Connecticut ratifizierte. Dabei ging es um die Aufhebung des Prohibitionsgesetzes aus dem Jahr 1919.
Zwischen 1933 und 1949 war Samuel Spencer Kurator und seit 1943 Kuratoriumsvorsitzender der University of Connecticut. Er war außerdem an der Erhaltung der Umwelt interessiert. In diesem Zusammenhang pflanzte er 1000 Bäume entlang der Straßen von Suffield. Er starb am 29. September 1961. Sein Sterbeort ist, wie sein Geburtsort, nicht überliefert.